# جون كوكرين (سياسي)
جون كوكرين هو ضابط ومحامي وسياسي أمريكي، ولد في 27 أغسطس 1813 في بالاتين في الولايات المتحدة، وتوفي في 7 فبراير 1898 في مانهاتن في الولايات المتحدة. نشط حزبياً في الحزب الجمهوري والحزب الديمقراطي. وقد انتخب النائب العام لنيويورك ‏ (1864 – 31 ديسمبر 1865) وانتخب عضو مجلس النواب الأمريكي ‏.